# Eksplosion
En eksplosion er en hastig udvidelse af gasser, forårsaget af enten frigivelse af et overtryk eller en forbrænding.